# A zsidókérdés Magyarországon – A Huszadik Század körkérdése
A zsidókérdés Magyarországon – A huszadik század körkérdése egy 1917-es véleményfelmérésből készült magyar szociológiai témakörű könyv, amely tabudöntögető témaválasztásával a legkülönfélébb vélemények egybegyűjtésére adott alkalmat a magyarországi zsidóság megítélését illetően.

## Története
A mű tulajdonképpen az ugyancsak 1917-ben megjelent, Ágoston Péter (1874–1925) nagyváradi jogakadémiai tanár nevéhez köthető A zsidók útja című könyvre született nagy mennyiségű recenzió okán készült.

A társadalomtudományi kérdésekkel foglalkozó Huszadik Század folyóirat körkérdést intézett magyar közéleti szereplőkhöz, hogy részletesebben foglalják össze véleményüket a „zsidókérdés”-sel kapcsolatban. A kiküldött kérdőívekre összesen 60 válasz érkezett, melyeket az újság szerkesztői háromféle csoportba soroltak, majd kiadói jegyzetekkel és bevezetéssel, utószóval, név- és tárgymutatóval kiegészítve A Huszadik Század Könyvtára című, saját szociológiai témakörű könyvsorozatuk 64. köteteként ki is adtak.
A kérdőívek a következő 3 kérdést tették fel: Ön szerint
- 1. Van-e Magyarországon zsidókérdés és ha igen, miben látja annak lényegét?
- 2. Mik az okai a magyarországi zsidókérdésnek? A magyar társadalom minő jelenségei, a magyarországi zsidók, illetőleg nem-zsidók minő társadalmi viszonyai, intézményei, tulajdonságai, szokásai azok, melyek szerepet játszanak a zsidókérdés előidézésében?
- 3. Miben látja ön a magyarországi zsidókérdés megoldását, minő társadalmi vagy törvényhozási reformokat tart szükségeseknek?

A választ adók egy része szerint ilyen kérdés nincs, mások szerint van. A harmadik csoportba sorolt válaszok érdemleges véleményt nem tartalmaztak (pl. a válaszoló hozzánemértése, -időhiánya, a téma időszerűtlensége miatt). A válaszokat nem beérkezésük sorrendjében, hanem ilyen csoportosításban közölte a szerkesztőség.
A vita fontosságát jelzi, hogy több mint két évtizeddel később Pintér Jenő irodalomtudós nagy irodalomtörténetében (A magyar irodalom története: tudományos rendszerezés) fontosnak tartotta a róla való megemlékezést.

## A válaszadók névsora
Alexander Bernát, Alföldy Ede, Beregi Ármin, Bernát István, Bíró Lajos, Benedek Marcell, Bettelheim Samu, Blau Lajos, Boross László, Bosnyák Zoltán, Bölöni György, Braun Róbert, Buday Barna, Buday Dezső, Cholnoky Jenő, Concha Győző, Czirbusz Géza, Farkas Geyza, Fleissig Sándor, Giesswein Sándor, Guttman Henrik, György Endre, Hajdú Miklós, Halász Imre, Hatvany Lajos, Haypál Benő, Ignotus Hugó, Jászi Oszkár, Körösfői-Kriesch Aladár, Lakatos László, Lencz Géza, Lesznai Anna, Liebermann Pál, Lukács Leó, Méray-Horváth Károly, Mezey Ferenc, Mezei Mór, Miklós Andor, Molnár Ernő, Moravcsik Ernő Emil, Oláh Gábor, Patai József, Pollák Illés, Radisics Elemér, Raffay Sándor, Ravasz László, Réz Mihály, Riedl Frigyes, Richtmann Mózes, Ritoók Emma, Stefanek Antal, Szabolcsi Lajos, Szabó Ervin, Székely Ferenc, Tangl Ferenc, Torma Miklós, Túri Béla, Vanczák János, Venetianer Lajos, Zoványi Jenő

## Újabb kiadások
A könyvnek még 1917-ben volt egy második kiadása. Újabb, például fakszimile kiadása nincs. Elektronikusan a Magyar Társadalomtudományok Digitális Archívuma honlapjáról érhető el.